# Minerul Lupeni
Minerul Lupeni was een Roemeense voetbalclub uit de stad Lupeni.

## Geschiedenis
De club werd in 1920 opgericht als Jiul Lupeni. In 1927/28 plaatste de club zich voor de eindronde om de Roemeense landstitel. In de kwartfinale won de club van România Cluj en in de halve finale van Șoimii Sibiu. In de finale verloor de club met 3-2 van Colțea Brașov en miste zo een unieke kans op een landstitel.
In 1938 promoveerde de club naar de tweede klasse. Tijdens de Tweede Wereldoorlog stond de club aan de leiding tijdens het seizoen 1943/44, dat na 7 speeldagen werd afgebroken. De club bleef in de tweede klasse spelen tot het kampioen werd in 1959 en zo voor het eerst naar de hoogste klasse promoveerde.
Daar eindigde de club drie seizoenen op rij net boven een degradatieplaats. In 1962/63 kon de club de degradatie echter niet vermijden. De club slaagde er niet meer in om terug te keren. In 1967 degradeerde de club zelfs naar de derde klasse.
Van 1976 tot 1978 speelde de club opnieuw in de tweede klasse. In de jaren tachtig speelde de club opnieuw in de tweede klasse, maar na een nieuwe degradatie in 1986 duurde het een hele tijd vooraleer de club kon terugkeren. In 2005 werd de club kampioen en keerde na bijna twintig jaar terug naar de tweede klasse. Nadat de club eerst degradatie kon vermijden werd de club vijfde in 2007.
Op 2 oktober 2010 ging de club failliet.

## Naamsveranderingen
- 1920 – Jiul
- 1931 – Minerul
- 1950 – Partizanul
- 1951 – Flacăra
- 1953 – Minerul
- 1957 – Energia
- 1958 – Minerul